# Louise Marie Adélaïde de Bourbon-Penthièvre

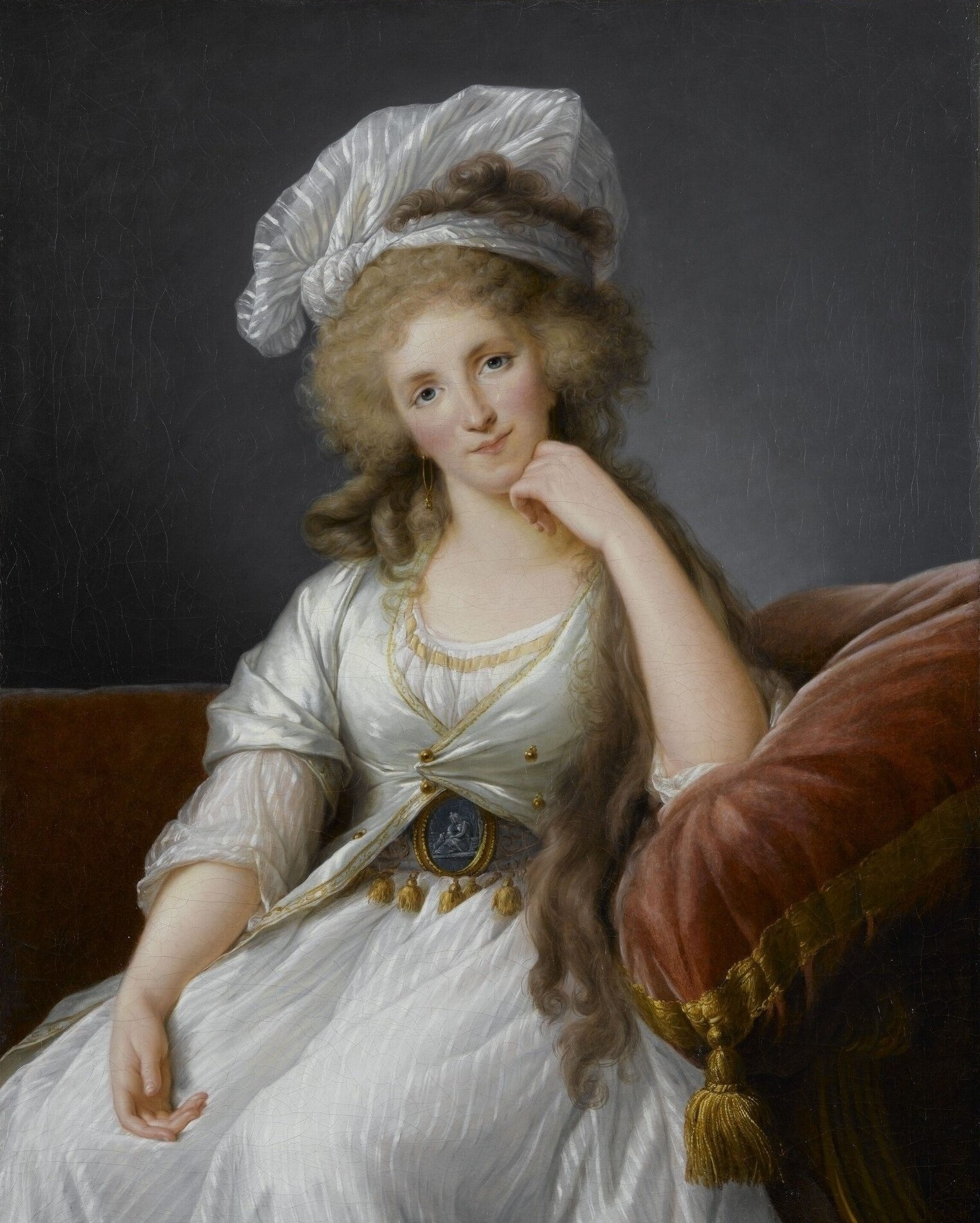
Louise Marie Adélaïde de Bourbon, Herzogin von Orléans (Porträt von Élisabeth Vigée-Lebrun)

Louise Marie Adélaïde de Bourbon-Penthièvre, auch kurz nur Mademoiselle de Penthièvre genannt, (* 13. März 1753 in Paris; † 23. Juni 1821 in Ivry-sur-Seine) war eine französische Prinzessin und durch Heirat Herzogin von Chartres (1769) und seit 1785 Herzogin von Orléans.

## Leben
Louise Marie Adélaïde war die Erbtochter von Louis Jean Marie de Bourbon, duc de Penthièvre (1725–1793) und seiner Ehefrau Maria Teresa Felicita d’Este (1726–1754), älteste Tochter von Herzog Franz III. von Modena und Prinzessin Charlotte Aglaé von Orléans. Über ihren Vater war sie eine Ur-Enkelin von König Ludwig XIV. von Frankreich. Ihr Vater war auch als letzter Erbe aller legitimierten Prinzen der reichste Privatmann Frankreichs. Diesen Reichtum vermachte er seiner Tochter Louise Marie. 
Am 5. April 1769 heiratete Mademoiselle de Penthièvre im Schloss Versailles Herzog Louis-Philippe Joseph von Chartres, den späteren Philippe Égalité, Sohn des Herzogs Ludwig Philipp I. von Orléans und dessen Gattin Prinzessin Louise Henriette von Bourbon-Conti. Durch diese Vermählung kamen die unermesslichen Güter und die Titel des Hauses Penthièvre an die Familie Orléans. In dieser erhielt der Sohn ihres Enkels François d’Orléans, prince de Joinville, Pierre Philippe Jean Marie d’Orléans (1845–1919) den Titel eines Herzogs von Penthièvre. Vor ihm trug der früh verstorbene Charles d’Orléans (1820–1828), ein weiterer Enkel von Louise Marie, diesen Titel. 
Die Ehe mit Herzog Louis Philippe Joseph, der in Charakter und Ausschweifungen seinem Urgroßvater, dem früheren Regenten Philippe II. d’Orléans ähnelte, galt bald als unglücklich. Herzog Louis Philippe II. unterhielt unverheimlichte Beziehungen mit wechselnden Mätressen, unter anderem mit der Comtesse de Genlis, Ehrendame der Herzogin seit 1770, die im Palais Royal, der Residenz des Paares, mit der Erziehung der herzöglichen Kinder betraut war, und mit Lady Grace Dalrymple Elliott. Mit der Erlaubnis des Königs Ludwig XVI. trennte sich Louise Marie Adélaïde d’Orléans am 25. Juli 1792 von ihrem Gemahl und zog sich auf Schloss Bizy in Vernon, Haute-Normandie, zurück.

### Französische Revolution und Exil
Ihre Schwägerin, die Prinzessin von Lamballe, eine der engsten Vertrauten Marie-Antoinettes, folgte der Königin freiwillig in die Gefangenschaft. Louise Marie Adélaïde und ihr Vater boten ein Vermögen für die Freilassung ihrer Verwandten an, konnten aber deren grausame Misshandlung und Ermordung durch den Pöbel im Gefängnis La Force am 3. September 1792 (→ Septembermassaker) nicht verhindern. Später erwirkten sie die Aushändigung des geköpften Körpers und veranlassten eine standesgemäße Bestattung. Der Herzog von Penthièvre starb als gebrochener Mann sechs Monate später, am 4. März 1793. 
Nach einem vergeblichen Versuch, die revolutionäre Regierung 1793 zu stürzen, flohen die beiden ältesten Söhne von Louise Marie Adélaïde d'Orléans mit dem General Charles-François Dumouriez in das österreichische Lager. Als die Flucht in Paris bekannt wurde, wurde am 5. April die Festnahme aller in Frankreich gebliebener Bourbonen, einschließlich Philippe Égalité, angeordnet. Madame d’Orléans, jetzt Citoyenne Égalité und später Witwe Égalité genannt, wurde im Palais du Luxembourg unter Bewachung gestellt. Am 6. November wurde Philippe Égalité vor Gericht gestellt und, obwohl er für die Hinrichtung des Königs gestimmt hatte, am gleichen Tag guillotiniert. Louise Marie Adélaïde wurde im Jahr 1794 aus dem Gefängnis entlassen und lebte darauf im Élysée-Palast in Paris. 
Als im Jahr 1797 alle Bourbonen durch ein Dekret aus Frankreich verbannt wurden, fand sie zusammen mit ihrer Schwägerin Bathilde d’Orléans, Prinzessin von Condé Zuflucht in Spanien. Im Exil lebte sie mit dem Politiker Jacques-Marie Rouzet, der Liebe ihres Lebens, den sie in Palais du Luxembourg kennengelernt hatte. Die beiden blieben unzertrennlich bis zum Tod von Rouzet am 24. Oktober 1820. Louise Marie Adélaïde ließ ihn in der Familienkapelle des Hauses Bourbon-Penthièvre zu Dreux bestatten.

### Spätere Jahre
Nach der Absetzung Napoleons durch den Senat und der Wiederherstellung der Bourbonenmonarchie im Jahre 1814 kehrte Madame d’Orléans zusammen mit ihrem Lebensgefährten nach Frankreich zurück. Sie lebten gemeinsam auf dem Schloss von Ivry-sur-Seine. Die nächsten Jahre kämpfte sie um die Rückerstattung ihres Vermögens. Durch König Ludwig XVIII. bekam sie die umfangreichen Besitzungen der Penthièvres zurück, soweit sie nicht verkauft worden waren. 
Louise Marie Adélaïde starb am 23. Juni 1821 an den Folgen einer Brustkrebserkrankung und wurde in der Chapelle royale de Dreux zu Dreux bestattet, deren Bau sie selbst veranlasst hatte. Diese Kapelle dient ihren Nachfahren bis in die Gegenwart als Grabstätte.

## Nachkommen
Aus der Ehe mit Louis Philippe Joseph d’Orléans gingen fünf Kinder hervor:
- Louis-Philippe (1773–1850), letzter französischer König mit dem offiziellen Titel „König der Franzosen“ ⚭ 1809 Maria Amalia von Neapel-Sizilien
- Antoine Philippe (1775–1807), Herzog von Montpensier
- Françoise (1777–1782)
- Louise Marie Adélaïde Eugénie (1777–1847), ⚭ 1800 Georg Casper von Schroeppel (1747–1825)
- Louis Charles (1779–1808), Graf von Beaujolais

## Titel
- 1753–1769 Mademoiselle de Penthièvre.
- 1769–1785 Herzogin von Chartres.
- 1785–1793 Herzogin von Orléans.
- 1793–1821 Madame d’Orléans.